# 즐구류
즐구류(櫛口類, odontostome)는 즐구목(櫛口目 Odontostomatida)에 속하는 섬모충류 원생동물의 총칭이다. 몸을 앞으로 이동시키기 위해 섬모를 이용한다.

## 하위 과
- Discomorphellidae
- Epalxellidae Corliss, 1960
- Mylestomatidae Kahl in Doflein & Reichenow, 1929